# Ciclisme als Jocs Olímpics d'Estiu de 1968
Als Jocs Olímpics d'Estiu de 1968 celebrats a Ciutat de Mèxic (Mèxic) es disputaren 7 proves de ciclisme, totes elles en categoria masculina. Aquestes proves es dividiren en dues de ciclisme en ruta, formades per una contrarellotge individual i una contrarellotge per equips, i en cinc proves de ciclisme en pista.
La competició se celebrà entre els dies 15 i 21 d'octubre de 1968 al Velòdrom Olímpic de Ciutat de Mèxic, i participaren un total de 329 ciclistes de 52 comitès nacionals diferents.

## Resum de medalles

### Ciclisme en ruta
| Prova                             | Or                                                                         | Argent                                                                         | Bronze                                                                              |
| Ruta individual Detalls           | Pierfranco Vianelli                                                        | Leif Mortensen                                                                 | Gösta Pettersson                                                                    |
| Contrarellotge per equips Detalls | Països BaixosJoop Zoetemelk · Fedor den Hertog · Jan Krekels · René Pijnen | SuèciaSture Pettersson · Tomas Pettersson · Erik Pettersson · Gösta Pettersson | ItàliaPierfranco Vianelli · Giovanni Bramucci · Vittorio Marcelli · Mauro Simonetti |

### Ciclisma en pista
| Prova                             | Or                                                                                         | Argent                                                                                | Bronze                                                                                            |
| Quilòmetre contrarellotge Detalls | Pierre Trentin                                                                             | Niels Fredborg                                                                        | Janusz Kierzkowski                                                                                |
| Velocitat individual Detalls      | Daniel Morelon                                                                             | Giordano Turrini                                                                      | Pierre Trentin                                                                                    |
| Tàndem Detalls                    | FrançaDaniel Morelon · Pierre Trentin                                                      | Països BaixosLeijn Loevesijn · Jan Jansen                                             | BèlgicaDaniel Goens · Robert van Lancker                                                          |
| Persecució individual Detalls     | Daniel Rebillard                                                                           | Mogens Jensen                                                                         | Xaver Kurmann                                                                                     |
| Persecució per equips Detalls     | DinamarcaPer Lyngemark · Reno Olsen · Gunnar Asmussen · Mogens Jensen · Peder Pedersen (q) | RFAKarl Link · Udo Hempel · Karlheinz Henrichs · Jürgen Kissner · Rainer Podlesch (q) | ItàliaLuigi Roncaglia · Lorenzo Bosisio · Cipriano Chemello · Giorgio Morbiato · Gino Pancino (q) |

## Medaller
| Posició | País          | Or | Argent | Bronze | Total |
| 1       | França        | 4  | 0      | 1      | 5     |
| 2       | Dinamarca     | 1  | 3      | 0      | 4     |
| 3       | Itàlia        | 1  | 1      | 2      | 4     |
| 4       | Països Baixos | 1  | 1      | 0      | 2     |
| 5       | Suècia        | 0  | 1      | 1      | 2     |
| 6       | RFA           | 0  | 1      | 0      | 1     |
| 7       | Bèlgica       | 0  | 0      | 1      | 1     |
| 7       | Polònia       | 0  | 0      | 1      | 1     |
| 7       | Suïssa        | 0  | 0      | 1      | 1     |